# Patricija Šulin
Patricija Šulin (n. 25 noiembrie 1965, Šempeter pri Gorici, Slovenia – d. 2 noiembrie 2021) a fost o politiciană slovenă. Membră a Partidului Democrat Sloven și a Grupului Partidului Popular European, ea a servit în Parlamentul European din 2014 până în 2019 și în Adunarea Națională a Sloveniei din 2012 până în 2013.